# Opus Dei
Opus Dei (latin för "Guds verk") är en katolsk organisation grundad i Spanien 1928 av Josemaría Escrivá. 

## Syfte och historik
Ett viktigt syfte är att sträva efter ”att söka Gud i arbetet”, det vill säga att försöka göra gott inom ramen för sin dagliga yrkesverksamhet, och att ”sprida budskapet om att arbetet och de vardagliga omständigheterna utgör ett tillfälle till att möta Gud, tjäna andra och förbättra samhället”.  Organisationens medlemmar är i första hand lekmän. Organisationen samarbetar med lokalkyrkorna genom att erbjuda kristen utbildning (kurser, reträtter, själavård), som riktar sig till personer som vill förnya sitt andliga liv och apostolat. 
| ” | Opus Deis huvudsakliga verksamhet är att erbjuda medlemmar och andra intresserade de andliga medel de behöver för att leva som goda kristna mitt i världen. | „ |

-Josemaría Escrivá, Samtal med Josemaría Escrivá, nr. 27, Catholica 2010.
Opus Dei är från och med 1982 en personalprelatur inom den Romersk-katolska kyrkan och har sitt huvudkontor (prelatsämbetet) vid Viale Bruno Buozzi 75 i norra Rom. Där är även prelatskyrkan Santa Maria della Pace belägen. En personalprelatur är en del av Katolska kyrkan i den mening att den består av vissa katoliker och struktureras på ett hierarkiskt sätt. Organisationen har drygt 86 000 medlemmar i 61 länder, däribland Sverige (sedan 1984).
Stadgarna påpekar att prelaturens medlemmar, när det gäller deras yrkesarbete, deras sociala och politiska uppfattningar osv., inom ramen för den katolska tros- och moralläran, har samma fulla frihet som alla andra katolska medborgare. Prelaturens ledare är förpliktade att helt och hållet avstå från att ens ge råd gällande dessa områden.
Opus Deis medarbetare är män och kvinnor som, utan att tillhöra prelaturen, hjälper till med olika verksamheter såsom utbildning, sjukvård, sociala och kulturella projekt tillsammans med prelaturens medlemmar.

## Kritik
Opus Dei har valt att inte ha någon offentlig medlemsförteckning, med motiveringen att medlemskapet i prelaturen hör till sfären för de andliga och intima valen. Detta ligger i linje med många andra religiösa organisationer.

## Verksamhet i Stockholm
- Sånglärkan 6, fastigheten i Lärkstaden där Opus Dei driver ett studiecentrum och studenthem för kvinnor.
- Trädlärkan 12, fastigheten i Lärkstaden där Opus Dei driver Lärkstadens studiecentrum ett utbildningscentrum för män.